# Estación de Puerta de Boadilla
Puerta de Boadilla es una estación de la línea ML-3 del Metro Ligero Oeste situada en la glorieta de la Virgen de la Paz, en el barrio de nueva creación Siglo XXI de Boadilla del Monte. Su tarifa corresponde a la zona B2 según el Consorcio Regional de Transportes.

## Historia
La estación abrió al público el 27 de julio de 2007 y tiene en su lateral un pequeño intercambiador de autobuses interurbanos, que en la actualidad solo da servicio a la línea 565. Anteriormente otra línea daba servicio al intercambiador, la 538, que unía Puerta de Boadilla con la Urbanización El Bosque en Villaviciosa de Odón y la Universidad Europea de Madrid. Fue suprimida el 24 de diciembre de 2012.

## Accesos
- Puerta de Boadilla Avda. Víctimas del Terrorismo, s/n. Junto a la Gta. Virgen de la Paz

## Líneas y conexiones

### Metro Ligero
| << cabecera    | < estación       | línea | estación >     | cabecera >>    |
| -------------- | ---------------- | ----- | -------------- | -------------- |
| Colonia Jardín | Infante Don Luis |       | final de línea | final de línea |

### Autobuses
| Diurnos |                           |                                          |                           |
| Línea   | Destino                   | Parada                                   | Operador                  |
| 565     | Pozuelo (Est. El Barrial) | 20316 Est. Puerta de Boadilla (Cabecera) | Avanza Movilidad Integral |

| Diurnos |                 |                                                           |                  |
| Línea   | Destino         | Parada                                                    | Operador         |
| 4       | Boadilla Centro | 20196 Av. Víctimas del Terrorismo-Est. Puerta de Boadilla | Empresa Boadilla |
| 4       | El Pastel       | 20197 Av. Víctimas del Terrorismo-Est. Puerta de Boadilla | Empresa Boadilla |